# Мандала

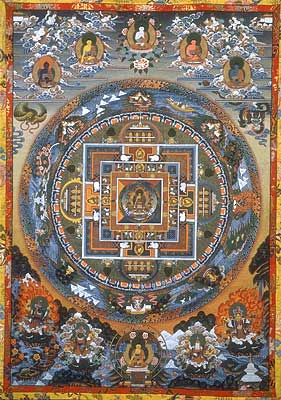
Мандала

Мандала (санскр. मण्डल, maṇḍala IAST«коло», «диск») — сакральний символ, що використовується при медитаціях в буддизмі, ритуальний предмет.
Мандала — назва десяти частин Рігведи.

## Опис
Мандала символізує сферу перебування божеств, чисті землі будд. Мандала — це геометричний символ складної структури, який інтерпретується як модель Всесвіту, «карта космосу», вираження усього. Типова форма мандали — зовнішнє коло з вписаним у нього квадратом, куди поміщено внутрішнє коло (часто сегментоване), або ж представлене у формі лотосу. Зовнішнє коло виявляє Всесвіт, внутрішнє — вимір божеств, бодгісаттв, будд; іноді — навпаки. Серединний квадрат у момент творення та руйнування орієнтований за сторонами Світу.
Мандала може бути понад як двовимірною. Технічне виконання не обмежене: тканина, піщані малюнки, метал, камінь, дерево; рідше — вода. Мандалу подекуди відтворюють з різнокольорових порошків для проведення ритуальної практики (наприклад, у посвяченні Калачакри). На завершення ритуалу виготовлену мандалу прийнято руйнувати.
Мандала є настільки священною, що її творення відбувається у супроводі особливих ритуалів, і навіть акт її творення може вважатися об'єктом поклоніння по суті. Мандалу часто зображають на підлогах, стінах і стелях храмів, килимах, інших об'єктах.
Також за схемою мандал будують індуїстські храми та ведичні вівтарі. Мандали використовують для освячення театрів та для посвячення у монахи у буддизмі. Чанак'я (Каутілья) у трактаті «Артхашастра», згадує про створення мандали держви, котрі використовували з дипломатичних міркувань.
Зображення мандал також співвідносяться з календарними та хронологічними схемами.
Задовго до, та й після Карла Густава Юнга, який ідентифікував мандалу як архетипічний символ людської досконалості (нині цей образ використовується в психотерапії як засіб досягнення повноти розуміння власного «я»), проблемі квадратури круга у філософії та математиці присвятила себе ціла низка філософів: Піфагор, Леонардо да Вінчі, Бенуа Мандельброт та інші.
Є умовивід того, що реальність, як і мандала є самоподобою неповторюваного, що руйнується нескінченно — Трипітака.
Аналогічну повторюваність графічних об'єктів у рамках одного твору можна прослідкувати у т. зв. фракталах.

## Інше
Останнім часом стрімко набрали популярність книги замальовки для дорослих з зображенням мандал. Власникам пропонується підібрати кольори і розмалювати внутрішні елементи мандали. Також зображення мандал популярні серед молоді як татуювання.[джерело?]

## Галерея

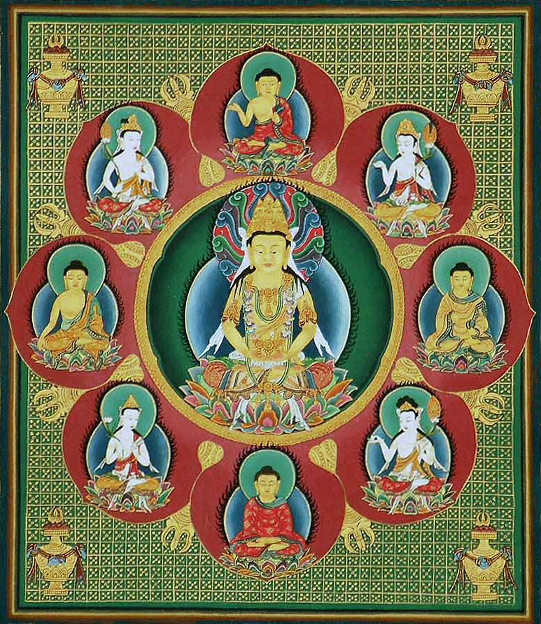
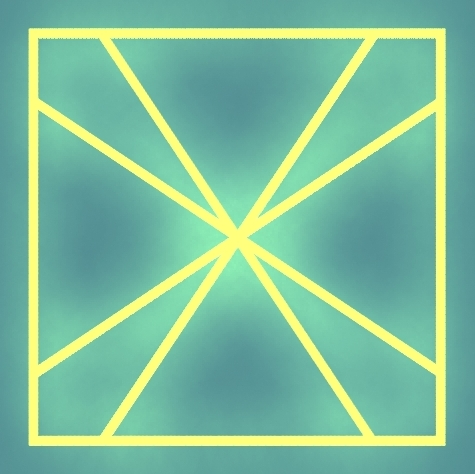
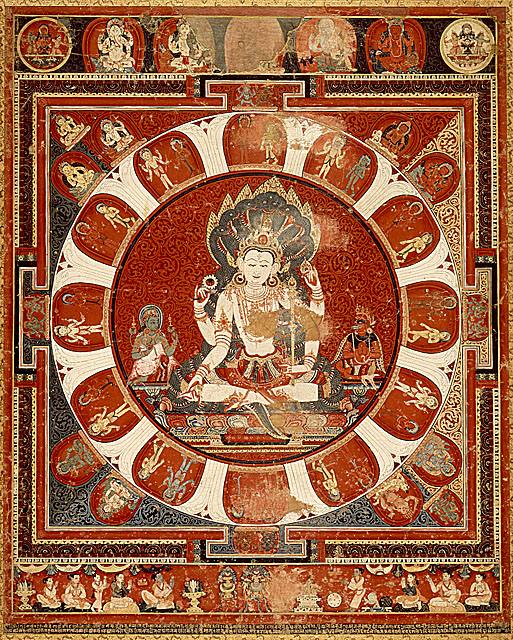
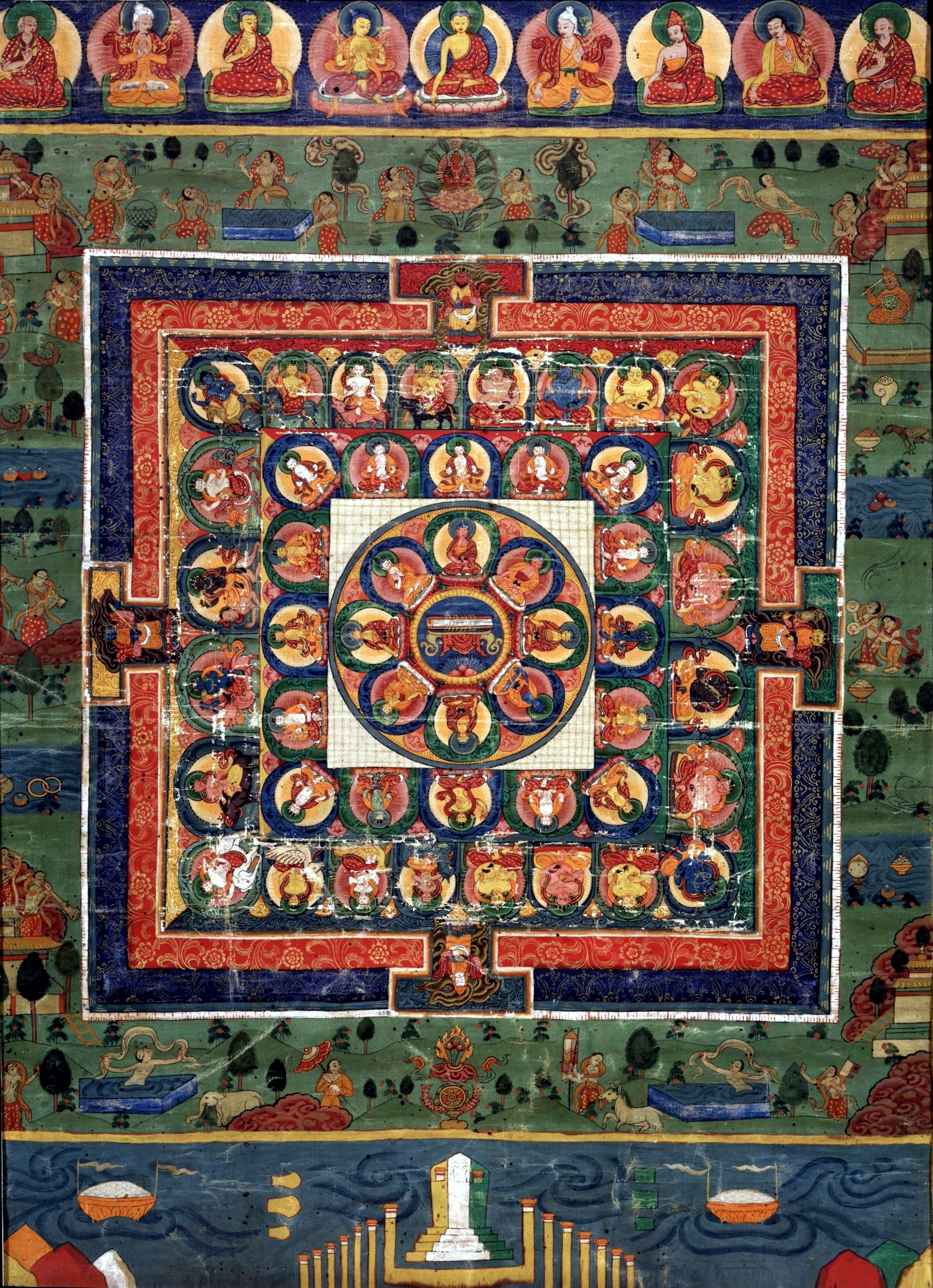
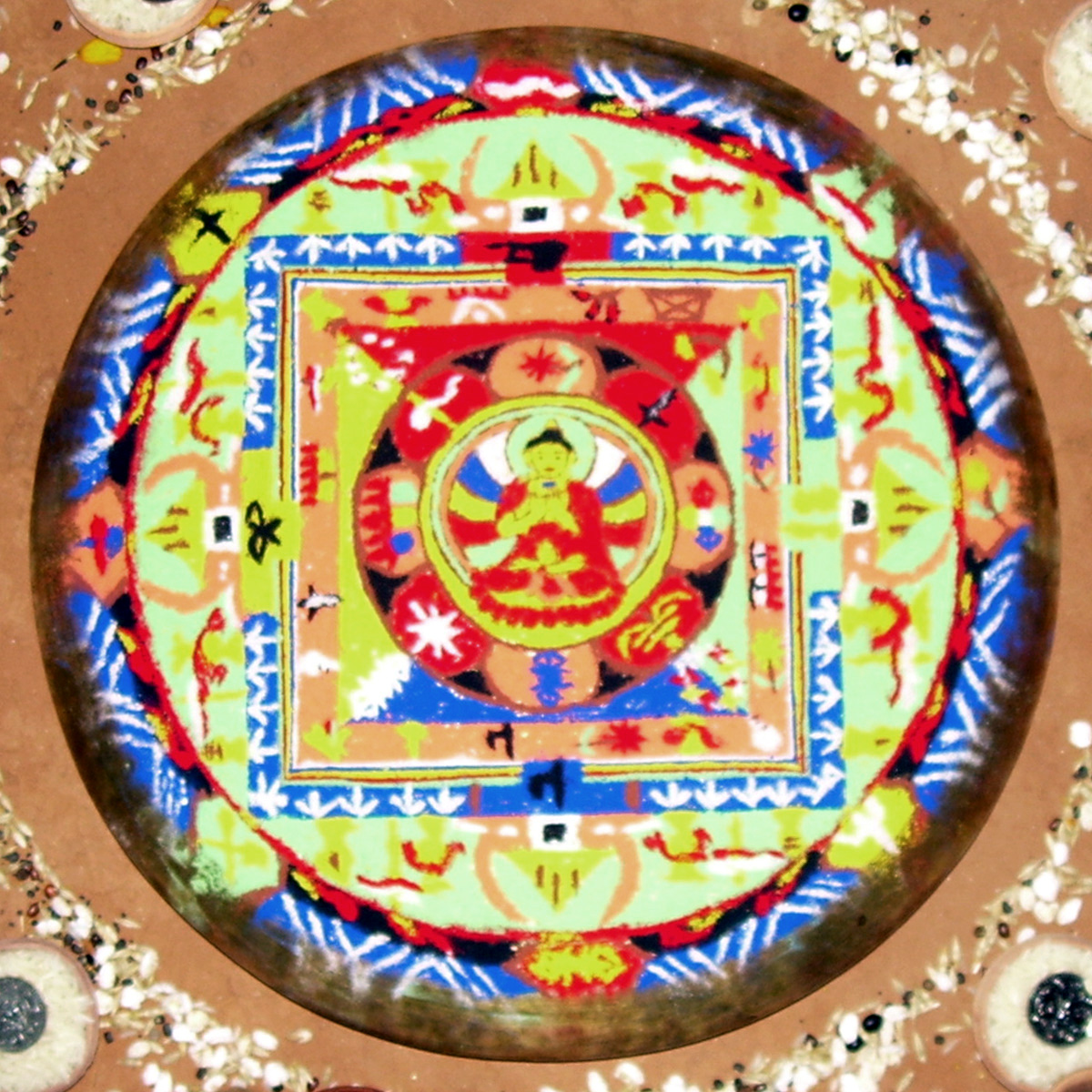
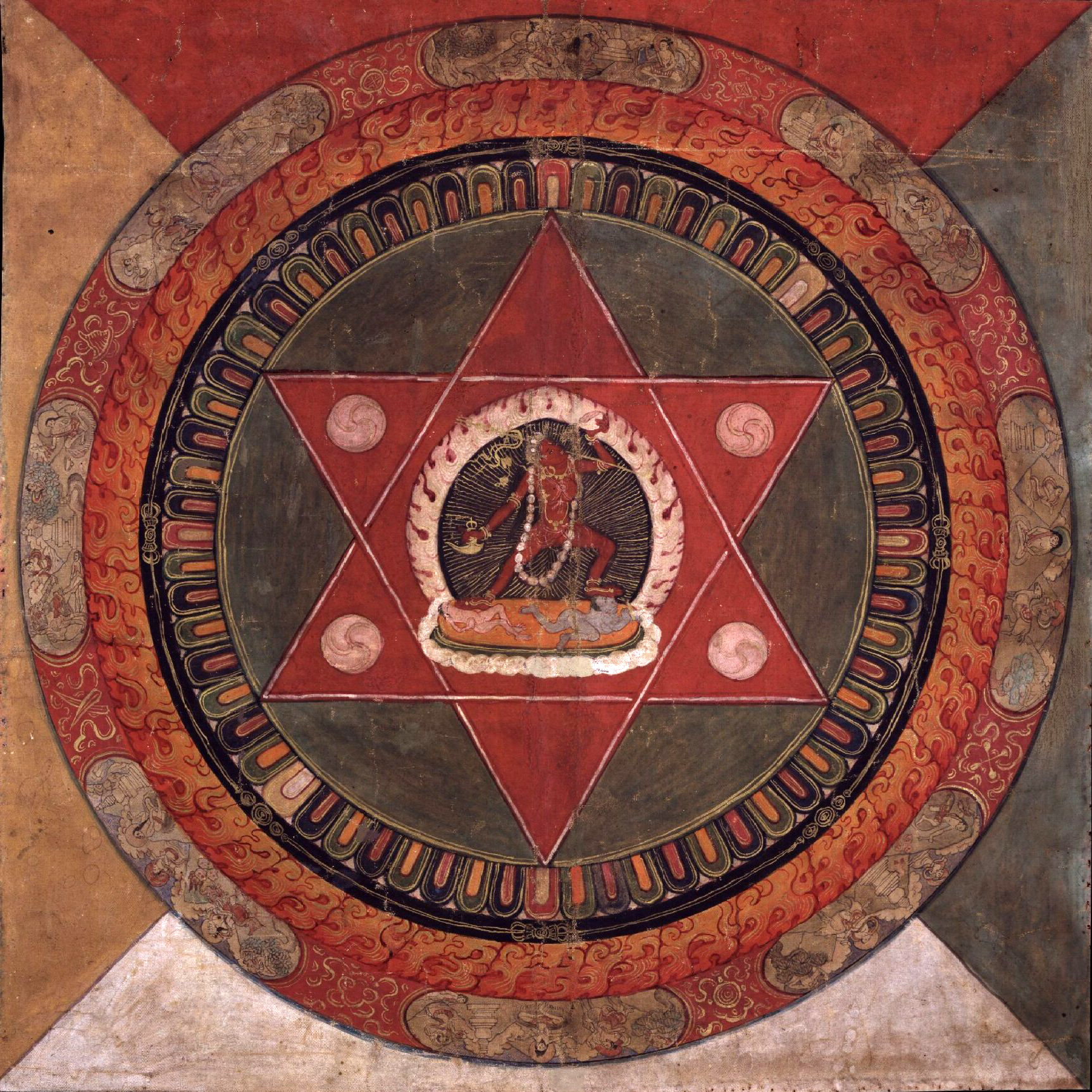
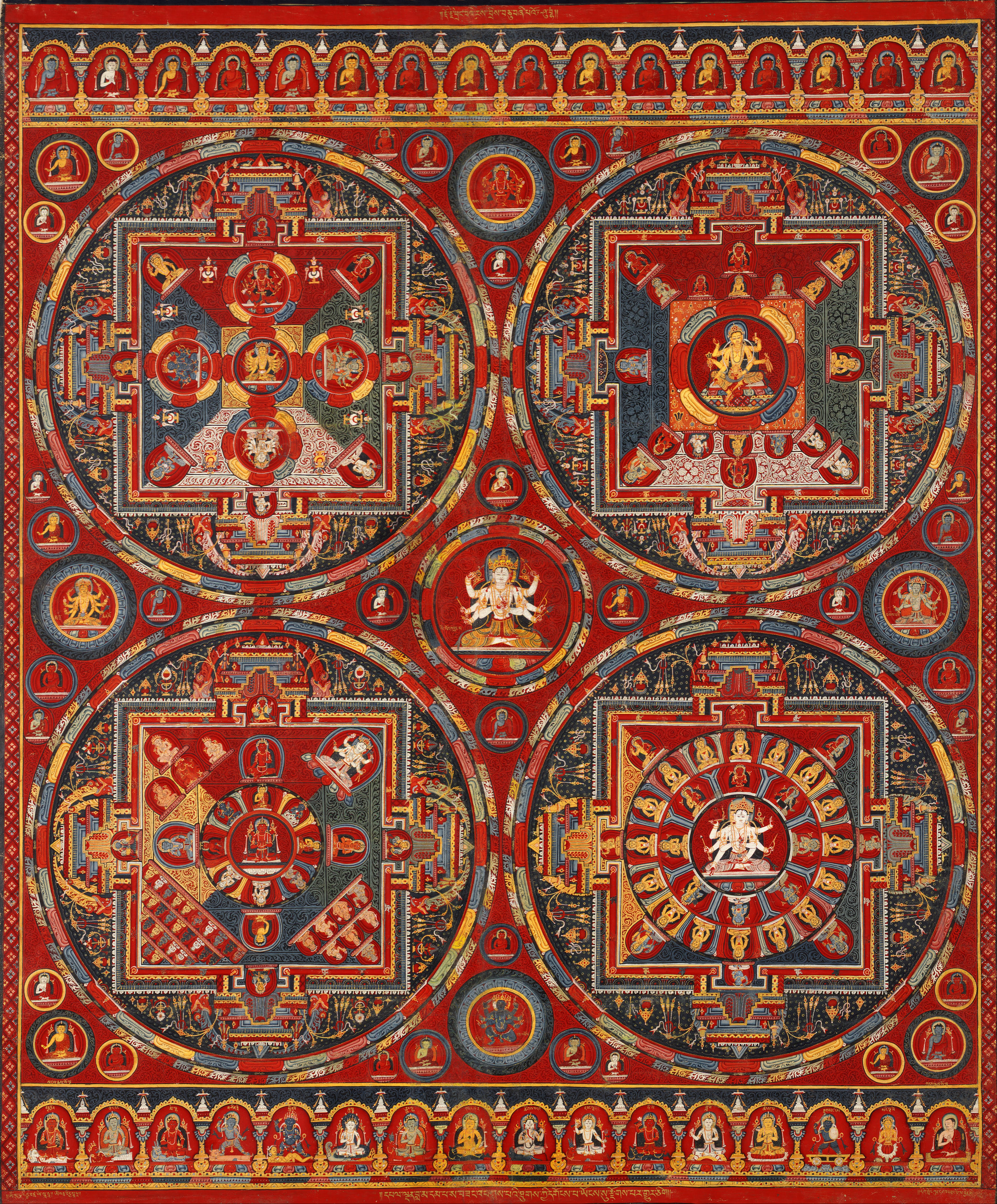